# Барри, Пол
Пол Барри (англ. Paul Barry; род. 1952) — австралийский журналист, родившийся в Англии.

## Биография
С 1978 г. работал на BBC. В 1982 г. переехал в Австралию. Специализируется на репортажной журналистике и журналистских расследованиях.
Наибольшую известность Барри принесло освещение финансового краха австралийского магната Алана Бонда, объявленного банкротом в 1992 г., — это банкротство стало крупнейшим в истории австралийского бизнеса. 
В 1993 г. Барри опубликовал книгу «Взлёт и падение Алана Бонда» (англ. The Rise and Fall of Alan Bond) и в дальнейшем продолжал следить за судьбой экс-миллиардера, отсидевшего четыре года в тюрьме, а затем постепенно вернувшегося в бизнес. 
В 2007 г. Бонд подал на Барри в суд в связи с очередной его статьёй, однако проиграл дело во всех инстанциях.
Кроме того, в 2006 г. Барри выпустил биографию знаменитого игрока в крикет Шейна Уорна.
Обладатель многочисленных профессиональных наград. Дважды женат, от каждой из жён имеет трёх детей.